# Dan planeta Zemlje
Dan planeta Zemlje (eng. Earth Day) međunarodni je dan koji se obilježava 22. travnja.

## Povijest
Na konferenciji UNESCO-a 1969. godine John McConnell prvi je put predstavio zamisao obilježavanja Dana Zemlje i iste je godine dizajnirana Zastava Zemlje, a sam je naziv Earth day prvi put upotrijebio 21. ožujka gradonačelnik San Francisca Joseph Alioto 1969. g., u proglasu kojim je odlučeno da se u gradu i na područja San Francisca proslavi kao Dan planeta Zemlje.
U Hrvatskoj se Dan planeta Zemlje organizirano obilježava od 1990. godine.
Dan planeta Zemlje službeno se obilježava od 1992. godine kada je tijekom Konferencije UN-a o okolišu i razvoju u Rio de Janeiru na kojoj je sudjelovao velik broj predstavnika vlada i nevladinih udruga usklađen dalekosežni program za promicanje održivoga razvoja.
Na prijedlog bolivijske vlade 2009. godine Opća je skupština Ujedinjenih naroda 22. travnja proglasila međunarodnim Danom planeta Zemlje.

## Vanjske poveznice
- earthday.net